# Aleksandar Mitrović (siatkarz)
Aleksandar Mitrović, cyr. Александар Митровић (ur. 24 września 1982 w Kruševacu) – serbski siatkarz,  grający na pozycji przyjmującego w argentyńskim klubie UPCN Volley. Jego zasięg w ataku wynosi 352 cm, a w bloku – 325 cm. Poprzednio grał w polskim Asseco Resovia.
27 grudnia 2008 roku poślubił swoją narzeczoną Milicę, mają córkę Stašę.

## Sukcesy klubowe
- Z Asseco Resovią Rzeszów srebrny medal mistrzostw Polski (2009)